# Uppsala Akvarieförening
Uppsala Akvarieförening (UAF) är en förening för akvarieintresserade i Uppsala med omnejd, som bildades 1935 och är en av Sveriges äldsta akvarieföreningar. Föreningen är sedan många år en av medlemsorganisationerna i Sveriges Akvarieföreningars Riksförbund (SARF).
Föreningens syfte är att stödja medlemmarna i sin hobby samt att anordna aktiviteter för dem. Dessutom strävar föreningen efter att sprida kunskap om och öka förståelsen för akvaristik i samhället.

## Källa
- Uppsala Akvarieförening